# Phoperigea
Phoperigea is een geslacht van vlinders van de familie uilen (Noctuidae).

## Soorten
- P. thyatirodes Hampson, 1918
- P. variegata (Kenrick, 1917)